# The Suicide Machines
The Suicide Machines sono un gruppo punk rock statunitense formatosi nel 1991 e scioltosi nel 2006.
Inizialmente lo stile della band era qualificato come ska punk, soprattutto nei loro primi due album. I successivi lavori invece hanno una forte influenza alternative rock. I loro ultimi dischi tornano invece allo stile iniziale.

## Formazione
- Jason "Jay" Brake - basso (1991-1994)
- Dan Lukacinsky – chitarra (1991-2006)
- Jason "Jay" Navarro – voce (1991-2006)
- Stefan Rairigh - batteria (1991-1992)
- Bill Jennings - batteria (1992)
- Derek Grant - batteria (1992-1998)
- Dave Smith - basso (1994)
- Royce Nunley - basso (1994-2002)
- Erin Pitman - batteria (1998)
- Ryan Vandeberghe – batteria(1998-2006)
- Rich Tschirhart – basso  (2002-2006)

## Discografia

### Album in studio
- 1996 – Destruction by Definition
- 1998 – Battle Hymns
- 2000 – The Suicide Machines
- 2001 – Steal This Record
- 2003 – A Match and Some Gasoline
- 2005 – War Profiteering Is Killing Us All
- 2020 – Revolution Spring

### Compilations
- 2002 – The Least Worst of the Suicide Machines
- 2006 – On the Eve of Destruction: 1991-1995